# 규슈 정벌
규슈 정벌(일본어: 九州の役)은 아즈치모모야마 시대 덴쇼 14년(1586년) 7월부터 이듬해 덴쇼 15년(1587년) 4월까지, 규슈 지방에서 하시바 히데요시와 시마즈씨 사이에 벌어진 전투의 총칭이다. 히데요시의 규슈 공격(九州攻め), 시마즈 공격(島津攻め), 규슈 평정(九州平定) 등 여러 가지 명칭으로 불린다.

## 시마즈씨의 규슈 통일
규슈 지방은 사쓰마의 시마즈씨 당주 시마즈 요시히사의 지휘 아래 휴가의 이토씨, 히고의 사가라씨, 아소씨, 히젠의 아리마씨, 류조지씨 등을 파죽지세로 격파하고, 더욱이 중진 다치바나 도세쓰의 죽음으로 오토모씨의 지배가 느슨해진 지쿠고의 고쿠진등까지 산하에 넣어 규슈 통일을 눈앞에 두었다. 규슈의 여러 다이묘 중 마지막으로 남아있던 분고의 오토모 소린 역시 시마즈씨의 압박을 견디지 못하고, 당시 긴키·시코쿠·주고쿠 등지를 평정하고 일본 통일을 하시바 히데요시에게 구원을 요청하였다.
간파쿠에 취임한 히데요시는 이 요청을 흔쾌히 승낙하여, 덴쇼 13년(1585년) 10월에 시마즈씨와 오토모씨에게 조정의 권위로 정전을 명령하였다(총무사령(惣無事令)). 그러나, 시마즈씨는 이를 묵살하고 규슈 통일전을 진행하였기 때문에, 히데요시는 각지의 다이묘를 소집하여 규슈 정벌에 나섰다.

## 주요 전투
시마즈씨는 규슈 통일을 마무리하기 위하여 오토모씨의 영지인 부젠·분고 침공을 개시하였다. 시마즈씨의 군사행동에 대하여 일본사학자 이케가미 히로코(池上裕子)는 “시마즈는 자력으로 규슈의 대부분을 평정하여 그 실적을 히데요시에게 인정받으려고 생각했다”라고 평하였다.

### 도요토미 군 선봉 출진

#### 지쿠젠의 전투
히데요시의 도착 전에 규슈 통일을 달성하려고 한 시마즈 요시히로는 1586년 6월 지쿠젠 침공을 개시하여 지쿠젠 서부를 제압하고, 다카하시 쇼운(高橋紹運)이 지키는 이와야 성(岩屋城), 다치바나 무네시게가 지키는 다치바나성(立花城), 다카하시 무네마스(高橋統増)가 지키는 호만 산성(宝満山城])만을 남겨두고 있었다. 그해 7월, 시마즈 군은 3만 이상의 대군으로 이와야 성을 공격하였으나, 다카하시 쇼윤의 저항으로 고전한 끝에 우와이 가쿠겐(上井覚兼)이 부상하고, 전사자가 수천에 이르는 손해를 입으며 간신히 공략하였다. 그 직후 호만 산성도 함락하였으나, 다치바나 성은 공략을 포기하고 포위를 풀고 분고 침공으로 방침을 전환하였다. 이 때 다치바나 무네시게는 철수하는 시마즈 군을 바짝 추격하여 이와야성, 호만 산성을 탈환하였다.

#### 분고의 전투
한편, 히데요시는 같은해 9월에 모리씨에게 출진을 명하여 고바야카와 다카카게 등이 군세를 이끌고 부젠을 향하여 출진하였다. 또한, 시코쿠의 소고 마사야스(十河存保), 조소카베 모토치카·노부치카(信親)도 분고로 출진하여 오토모씨와 합류, 10월에는 다카하시 모토타네(高橋元種)의 고쿠라성(小倉城) 등을 공략하였으나, 오토모 가문의 가신단의 내분으로 일시적인 탈환에 그쳤다. 한편, 시마즈 가문은 휴가에서 시마즈 이에히사, 히고에서 시마즈 요시히로를 각각 총대장으로 삼아 분고에 일제 침공을 개시하였다. 요시히로 군은 오카 성의 시가 지카쓰구(志賀親次)의 격렬한 저항으로 고전하여 정체하였다. 이에히사 군은 10월에 사에키 고레사다(佐伯惟定)에게 한 번 패배하였으나, 12월에는 사에키를 우회하여 북상, 쓰루가성(鶴賀城) 공략 중에 오토모씨의 원군으로 온 도요토미 군과 정면 충돌하였다. 이 헤쓰기가와 전투에서 센고쿠 히데히사를 군감으로 한 도요토미 군은 조소카베 노부치카, 소고 마사야스 등 유력 무장이 전사하는 대패를 맛보았다.
시마즈 군은 기세를 이어 오토모 요시무네가 포기한 오토모 가문의 본거지 후나이를 손에 넣고, 소린이 지키는 우스키성(臼杵城)을 포위하였다. 소린은 포르투갈에서 수입한 거대 화포 사격 등으로 시마즈 군의 공세를 버텨냈다. 그 후 시마즈 군은 북상하여 기쓰키성(杵築城)을 공격하였으나 기쓰키 시게나오(木付鎮直)의 저항으로 실패. 더욱이 분고 남부의 사에키 고레사다가 시마즈 가문에게 빼앗긴 성들을 탈환하여 후방이 차단되고, 시마즈 요시히로군이 시가 지카쓰구에게 몇번이나 연패하는 등 불리한 상황에, 이윽고 1587년 3월에는 도요토미의 대군이 부젠에 도착하여 분고에서의 결전이 불가능해진 시마즈 군은 시가, 사에키 등의 격렬한 반격을 받으면서 휴가로 철수하였다.

### 도요토미 군 본대 출진
소린은 히데요시의 출진을 몇 번이나 재촉하여, 덴쇼 15년(1587년) 정월, 히데요시는 규슈 침공의 군령을 발하여, 3월에는 스스로도 출진하여 히고 방면으로는 히데요시가, 휴가 방면으로는 동생 히데나가가 이끄는 총 20만을 헤아리는 압도적인 대군을 출진시켰다. 히데요시의 규슈 상륙을 알게 된 시마즈 군이 규슈 북부의 대부분을 포기하자, 표면적인 점령 군정에 불과했던 시마즈씨의 지배는 급속히 붕괴하여 도요토미 군은 순식간에 시마즈 지배 하의 성들을 함락시켰다. 이에 시마즈 군은 계속 후퇴하여 본국 사쓰마의 수비를 강화하는 방침으로 전환하였다.

#### 휴가의 전투
히데나가가 이끄는 군세는 분고를 경유하여 휴가로 들어가 야마다 아리노부(山田有信)가 지키는 다카 성(高城)을 포위하였다. 시마즈 요시히로가 원군을 이끌고 왔으나, 네지로자카 전투(根白坂の戦い)에서 시마즈 다다치카(島津忠隣)가 전사하는 등 대패하고, 다카 성도 함락되었다. 더욱이 도요토미 히데쓰구는 도노고리성(都於郡城)을 공략하고 이와무레 성(岩牟礼城)까지 진군하였다. 요시히로는 이이노 성(飯野城)에서 농성하며 철저 항전의 자세를 굳혔다.

#### 지쿠젠의 전투
한편 히데요시가 이끄는 본대는 지쿠젠으로 침공하여 선봉 가모 우지사토, 마에다 도시이에 부대는 아키즈키 다네자네의 간자쿠 성(岩石城)을 하루만에 공략하였다. 아키즈키 군은 마스토미 성(益富城)을 포기하고 고쇼 산성(古処山城)으로 후퇴하였다. 히데요시는 밤중에는 농민에게 횃불을 들게하여 지쿠젠을 불바다로 만들고, 다음날에는 파괴한 마스토미 성을 하루만에 다시 지은 것처럼 보이게는 등 압도적인 물량의 차이를 드러내어 아키즈키 측의 전의를 상실시키는 데 성공하여, 아키즈키 다네자네의 항복을 받아냈다.

#### 히고의 전투
히젠의 류조지씨(龍造寺氏)는 나베시마 나오시게가 일찍이부터 히데요시와 내통하고 있어 히데요시에게 귀순하였다. 또한 시마바라(島原) 방면에서 아리마 하루노부의 항복을 받아내자, 시마즈 다다토키(島津忠辰)는 다카다(高田, 현 야쓰시로시 남부)를 포기하고 이즈미(出水)꺼지 철수하였다. 히데요시는 야쓰시로(八代), 미나마타(水俣)를 거쳐 시마즈 군의 예상을 뛰어넘는 속도로 이즈미까지 진군하여, 이즈미 성(出水城) 성주 시마즈 다다토키를 항복시켰다. 나아가 센다이(川内)까지 진군하여 다이헤이지(泰平寺)에 본진을 설치하였다.

### 도요토미 군의 진용
- 히고 방면군 (덴쇼 15년 3월 25일 자 히데요시 주인장에서)[2]

1번대　모리 요시나리(毛利吉成), 다카하시 모토타네(高橋元種), 기이 도모후사(城井朝房)
2번대　마에노 나가야스(前野長康), 아카마쓰 히로히데(赤松広英), 아카시 노리자네(明石則実), 벳쇼 시게무네(別所重宗)
3번대　나카가와 히데마사(中川秀政), 후쿠시마 마사노리(福島正則), 다카야마 우콘(高山右近)
4번대　호소카와 다다오키(細川忠興), 오카모토 무네노리(岡本宗憲)
5번대　니와 나가시게(丹羽長重), 이코마 지카마사(生駒親正)
6번대　이케다 데루마사(池田輝政), 하야시 다메타다(林為忠), 이나바 사다미치(稲葉貞通)
7번대　하세가와 히데카즈(長谷川秀一), 아오야마 다다모토(青山忠元), 아라키 시게코레(木村重茲), 오타 가즈요시(太田一吉)
8번대　호리 히데마사(堀秀政), 무라카미 요리카쓰(村上頼勝)
9번대　가모 우지사토(蒲生氏郷)
10번대　마에다 도시이에(前田利家)
11번대　도요토미 히데카쓰(豊臣秀勝)
(총대장 도요토미 히데요시)
- 휴가 방면군 (덴쇼 15년 3월 21일자 히데요시 주인장에서)[2]

1번대　구로다 요시타카(黒田孝高), 하치스카 이에마사(蜂須賀家政)
2번대　고바야카와 다카카게(小早川隆景), 깃카와 모토나가(吉川元長)
3번대　모리 데루모토(毛利輝元)
4번대　우키타 히데이에(宇喜多秀家), 이나바슈(因幡衆, 미야베 게이준(宮部継潤), 가메이 고레노리(亀井茲矩), 기노시타 시게카타(木下重堅), 가키야 미쓰나리(垣屋光成), 난조 모토쓰구(南条元続)）
5번대　고바야카와 히데아키(小早川秀秋)
(번외　쓰쓰이 사다쓰구(筒井定次), 미조구치 히데카쓰(溝口秀勝), 모리 다다마사(森忠政), 오토모 요시무네(大友義統), 와키자카 야스하루(脇坂安治), 가토 요시아키라(加藤嘉明), 구키 요시타카(九鬼嘉隆), 조소카베 모토치카(長宗我部元親))
(총대장 도요토미 히데나가(豊臣秀長))

### 화의
덴쇼 14년 말부터 수면 아래서 아시카가 요시아키(足利義昭)와 모쿠지키 오고(木食応其)가 도요토미 히데나가의 의향대로 화평공작을 진행하여, 시마즈 요시히사도 화의에 응할 뜻을 비추었다. 요시히사는 삭발하고 류하쿠(龍伯)라는 법명으로 출가하여, 덴쇼 15년 5월 8일, 다이헤이지(泰平寺)에 머무르고 있던 히데요시를 방문하여 항복하였다. 히데요시는 요시히사의 항복 의사를 이미 전해듣고 있었고, 요시히시가 검은색 법의로 속세를 떠날 자세를 보였으므로, “목숨을 버리고 달려와 항복하였으니 사면하겠다”라며 요시히사를 사면하였다.

## 전후처리
요시히사가 항복한 뒤에도, 시마즈 요시히로가 이이노 성에서 농성하였고, 데릴사위 다다치카를 잃은 시마즈 도시히사의 저항 등이 이어졌다. 최종적으로 시마즈 가문은 규슈의 대부분을 몰수당하였으나, 이시다 미쓰나리와 이주인 다다무네(伊集院忠棟)에 의한 전후처리 결과 사쓰마, 오스미 2국에 휴가의 모로카타 군(諸県郡) 및 종전 직후 급사한 시마즈 이에히사의 적자 시마즈 도요히사에게 휴가 사도와라(佐土原)가 안도되는 것으로 규슈 정벌이 종료되었다.
히데요시는 히데나가를 통하여 오토모 소린에게 휴가 1국을 주고 이토 스케타카(伊東祐兵)를 요리키로 삼게 하고, 이주인 다다무네에게 오스미 국의 1군을 내리고, 나머지 부분은 헤쓰기가와 전투에서 적자 노부치카를 잃은 조소카베 모토치카에게 주려고 하였으나, 소린과 모토치카의 고사로 실행되지 않았다.
히고국은 대부분 삿사 나리마사(佐々成政)에게 내려지고, 히고의 고쿠진이 나리마사의 가신단으로서 본래 영지를 안도받았다. 또한 히고의 히토요시(人吉)는 사가라 가문의 가신의 교섭으로 사가라 요리후사(相良頼房)에게 안도되었다.
그 외, 시마즈 가문 지쿠젠의 아키즈키 다네자네(秋月種実)가 휴가로 이봉되고, 다네자네의 2남 다카하시 모토타네에게도 노베오카(延岡)와 미야자키(宮崎)가 내려졌다. 또한 이토 스케타카에게는 휴가의 오비성(飫肥城) 등이 내려졌으나, 오비성에 있던 시마즈 가문의 가신이 성을 넘겨주기를 거절하여 실랑이를 벌이다가, 약 1년 뒤인 다음해 6월에 요시히사의 설득으로 겨우 퇴거하였다.

## 영향
일본 서부를 평정한 도요토미 히데요시는 조선과 류큐에 종속을 요구하며 접촉하기 시작하였다. 그리고, 남아 있는 일본 동부의 평정 역시 개시하여, 간토의 호조 가문(北条氏)과, 오슈의 다테 가문(伊達氏)으로 창 끝을 돌렸다.
삿사 나리마사는 히고의 영국화를 지나치게 서두른 나머지, 영지를 받은 바로 다음달에 겐치(検地, 토지 조사)를 시행하였다. 이는 즉시 고쿠진의 반발을 불러일으켜 히고 고쿠진 잇키(肥後国人一揆)를 초래하였다. 그 결과, 나리마사는 실책을 추궁받아 할복하고, 고쿠진도 대부분이 처형당하였다. 그 후 히고의 북쪽 절반은 가토 기요마사, 히토요시(人吉)를 제외한 남쪽 절반은 고니시 유키나가의 영지가 되었다.
시마즈 가문은 많은 영지를 잃었으므로 재정 문제가 발생하여, 이주인 히사하루, 우와이 가쿠겐 등 영지를 잃은 가신에게 대신할 땅을 주지 못하여, 교토 등에서 돈을 빌리고, 다이묘의 직할지를 매매하는 등 여러 수단으로 재정난 극복을 강구하였다. 또한, 재정난 극복을 위하여 토지 조사도 시행되었으나, 이것이 가신들의 불만을 부추겨 후의 우메키타 잇키(梅北一揆)의 원인 중 하나가 되었다고 여겨지고 있다.

## 같이 보기
- 무나카타 사이카쿠
- 고니시 유키나가